# تپه دشت شاد
تپه دشت شاد مربوط به هزاره اول قبل از میلاد است و در شهرستان شاهرود، بخش میامی، روستای دشت شاد واقع شده و این اثر در تاریخ ۲۵ خرداد ۱۳۸۱ با شمارهٔ ثبت ۵۸۶۸ به‌عنوان یکی از آثار ملی ایران به ثبت رسیده است.